# Бессонова, Виктория Анатольевна
Виктория Анатольевна Бессонова (укр. Вікторія Анатоліївна Безсонова; девичья фамилия Серых, род. 1963) — советская и украинская гимнастка и тренер; Мастер спорта СССР международного класса (1980), Заслуженный тренер Украины.
Жена бывшего футболиста киевского «Динамо» Владимира Бессонова, мать художественной гимнастки Анны Бессоновой.

## Биография
Родилась 7 июня 1963 года в Запорожье Украинской ССР.
Гимнастикой начала заниматься в 1970 году в Запорожской ДЮСШ олимпийского резерва. С 1977 года тренировалась в Киевской специализированной ДЮСШ олимпийского резерва по художественной гимнастике. Здесь же с 1990 года занимается тренерской деятельностью. Была первым тренером своей дочери.
В 1985 году окончила Киевский институт физической культуры (ныне Национальный университет физического воспитания и спорта Украины).
В числе спортивных достижений Виктории Бессоновой: чемпионка и серебряный призёр чемпионатов Европы и мира (1978—1981), а также чемпионка мира в групповых упражнениях (1979); многократная абсолютная чемпионка СССР и Украины в индивидуальном и командном зачётах.
В настоящее время — главный тренер СДЮШОР по художественной гимнастике (Школа Дерюгиных).